# Lago Szelid
Lago Szelid (en húngaro: Szelidi-tó) es un lago en el condado de Bács-Kiskun, Hungría. Tiene una superficie de 0,8 km².

## Geografía
Es un lago salado inusual formado a partir de un antiguo brazo del Danubio, el lago Szelid se puede encontrar 4 km al sureste de dunapataj. El lago, con un ancho máximo de 200 m y una longitud de 4 km, tiene sólo tres metros de profundidad en promedio, por lo que se calienta rápidamente en verano, alcanzando a veces los 28 °C. Aparte de los efectos terapéuticos de las sales medicinales, el lago también se utiliza para la relajación y la pesca. Hay un camping cerca y una playa de arena en el lado sur.